# Le Boulanger, la Boulangère et le Petit Mitron
Le Boulanger, la Boulangère et le Petit Mitron est une pièce de théâtre de Jean Anouilh représentée à Paris le 13 novembre 1968 à la Comédie des Champs-Élysées.

## Argument
« Le sujet : la mésentente profonde d'un couple, chacun perdu dans une autre vie. Ils rêvent à ce qu'ils auraient pu être s'ils n'étaient pas ce qu'ils sont./La réaction de l'enfant qui rêve lui d'un vrai père et d'une vraie mère. »

## Distribution originale
- Adolphe - Louis XVI : Michel Bouquet
- Élodie, sa femme - Marie-Antoinette d'Autriche : Sophie Daumier
- Toto, leur fils : Uta Taeger
- Marie-Christine, leur fille : Claude Stermann
- La bonne - Elvira : Marie Chantraine
- Fessard-Lebonze - Le municipal : Jean Parédès
- Norbert de la Prébende - Adonard - Le Lieutenant : Jean Lagache
- Josyane - La jeune fille allemande : Édith Scob
- Le maître d'hôtel : Gérard Dournel
- La femme de chambre - La serveuse du bon marché - Mademoiselle Tromph : Édith Perret

- Mise en scène : Jean Anouilh et Roland Piétri
- Décors : Jean-Denis Malclès
- Costumes : Jean-Denis Malclès
- Réalisation sonore : Jean-Pierre Pelissier